# Thorney (Cambridgeshire)
Thorney – wieś w Anglii, w hrabstwie ceremonialnym Cambridgeshire, w dystrykcie (unitary authority) Peterborough. Leży 49 km na północ od miasta Cambridge i 124 km na północ od Londynu.